# Bảo tàng Vũ trang ở Poznań
Bảo tàng Vũ trang ở Poznań (tiếng Ba Lan: Muzeum Uzbrojenia w Poznaniu) là một bảo tàng quân sự nằm trong Công viên Thành cổ, nơi chiếm giữ những gì còn lại của Pháo đài Winiary, tọa lạc tại Đại lộ Quân đội Poznań, Poznań, Ba Lan. Bảo tàng là một chi nhánh của Bảo tàng Độc lập Wielkopolska.

## Lịch sử
Bảo tàng Vũ trang ở Poznań được thành lập vào năm 1965. Bảo tàng đã trải qua nhiều lần đổi tên: Bảo tàng Giải phóng Thành phố Poznań (từ năm 1967), Bảo tàng Thành cổ Poznań (từ năm 1991) và Bảo tàng Vũ trang (từ năm 1998). Năm 1985, Bảo tàng được hiện đại hóa và trang bị hai màn hình nhằm phục vụ khách tham quan xem video về quá trình diễn ra các trận chiến giành Poznań.
Bảo tàng đã được đưa vào danh sách các bảo tàng được lưu giữ bởi Bộ trưởng Bộ Văn hóa và Bảo vệ di sản quốc gia, theo số A.5b của Đạo luật ngày 21 tháng 11 năm 1996 về bảo tàng.

## Triển lãm
Bộ sưu tập của Bảo tàng Vũ trang ở Poznań hiện đang bao gồm một số lượng lớn các thiết bị quân sự, bao gồm: xe tăng, ô tô, máy bay, trực thăng, pháo và đại bác. Một trong những hiện vật có giá trị nhất là hệ thống phóng tên lửa BM-13-16 "Katyusha" của Liên Xô dựa trên xe tải Studebaker US-6 của Hoa Kỳ được sản xuất vào năm 1944. Hiện tại, đây là bệ phóng tên lửa duy nhất còn sót lại ở Ba Lan và Châu Âu.
Bảo tàng Vũ trang ở Poznań là một trong những bảo tàng nổi tiếng nhất ở Poznań. Hàng năm, Bảo tàng đón hơn 40.000 khách tham quan.